# 世界高血圧デー
世界高血圧デー（せかいこうけつあつデー、英語: World Hypertension Day）は、高血圧とその管理の啓発を目的として世界高血圧リーグ（The World Hypertension League、WHL）が創始し、指定した記念日。WHLは国際高血圧学会の一部門であり、世界の85の国・地域の高血圧に関する学会や連盟に支えられている。
世界高血圧デーは高血圧への自覚を高めるために制定された。高血圧患者の間で適切な知識が不足していることから、高血圧を自覚することはとりわけ重要である。WHLは第1回の世界高血圧デーを2005年5月14日に実行した。2006年以降は毎年5月17日を世界高血圧デーとしている。エキサイトの調査によれば、5月17日が世界高血圧デーに選ばれた必然性は特になく、WHLの事務局のあるアメリカ合衆国で5月が高血圧啓蒙月間であったことに由来するという。

## 歴史
2005年は、最初の活動として、「高血圧の自覚」（Awareness of high blood pressure）というシンプルなテーマを掲げた。2006年のテーマは「ゴールへの治療」（Treat to goal）とし、血圧を低く保つことに重きを置いた。そこで推奨された血圧は、一般の人と他の併発症がない高血圧の人で140/90mmHg未満、糖尿病または慢性腎不全患者で130/80mmHg未満とされた。これらの数値は世界とカナダの診療ガイドラインでカットオフ値として推奨された。
2007年のテーマは「健康な食生活、健康な血圧」（Healthy diet, healthy blood pressure）となった。このような特定のテーマを定めることによって、WHLは高血圧だけでなく、高血圧の危機の高まりに影響を与える要因やそれを避ける方法について自覚を高めることを意図している。一般への普及を目標として、2008年は「血圧を測定しよう…自宅で」（Measure your blood pressure…at home）がテーマとなった。これは当時、家庭用の血圧計が扱いやすく正確で安全となってきたという研究結果を基にしている。
2013年から2018年までの5年間の世界高血圧デーのテーマは「自分の値を知ろう」（Know Your Numbers）に決まり、世界中のすべての人に高血圧の自覚を高めることを目標としている。

## 「高血圧の日」
日本では、日本高血圧学会と日本高血圧協会が世界高血圧デーと同日の5月17日を「高血圧の日」と定め、日本記念日協会に認定登録している。WHLに加盟している日本高血圧学会が世界高血圧デーに合わせて、2007年に「ウデをまくろう、ニッポン!」と題した啓発活動を始めて実施し、2008年からは「高血圧の日」として同様の活動を継続していくこととなった。2016年には日本高血圧協会が主催し、札幌市・盛岡市・東京都千代田区・津市・大阪市・米子市・高松市・鹿児島市で「健康長寿は高血圧管理から」と題した市民公開講座を5月中の土日に開催した。